# Ципеле на обали Дунава
Ципеле на обали Дунава (мађ. Cipők a Duna-parton) је меморијални споменик подигнут 2005. године у Будимпешти, главном граду Мађарске, на источној обали реке Дунав. Аутори овог споменика су филмски редитељ Џан Тогај и вајар Ђула Пауер, који су га осмислили у част мађарских Јевреја убијених током Другог светског рата, непосредно пре ослобођења Будимпеште од стране совјетских снага. Споменик је посвећен жртвама које су припадници Странке стреластог крста, фашистичке и антисемитске политичке организације, убили у периоду од 1944. до 1945. године. Жртве су пре стрељања примораване да изују ципеле, а тела су им бацана у Дунав.
Споменик се састоји од шездесет парова бронзаних ципела различитих величина и стилова, које су распоређене дуж обале како би представљале оне који су убијени. Локација споменика одабрана је као историјски важна, јер се на том месту догодио низ масовних стрељања. Споменик је данас једно од значајних места у Будимпешти које подсећа на догађаје Холокауста и препознат је као туристичка дестинација.

## Меморијал
Споменик се налази на Пештанској страни шеталишта поред Дунава, у близини места где би Золтанова улица досегла реку да је продужена, око 300 метара јужно од зграде Мађарског парламента и у близини Мађарске академије наука, између Трга Рузвелт и Трга Кошут.
Композиција под називом Ципеле на обали Дунава одаје почаст 3.500 људи, међу којима је било 800 Јевреја, који су стрељани и бачени у Дунав током терора Стреластог крста. Скулптор је израдио шездесет парова ципела из тог периода од гвожђа. Ципеле су причвршћене за камену обалу, а иза њих се протеже камена клупа дужине 40 метара и висине 70 центиметара. На три места налазе се плоче од ливеног гвожђа са следећим натписом на мађарском, енглеском и хебрејском: „У спомен жртвама које су стрељане и бачене у Дунав од стране припадника милиције Стреластог крста 1944–1945. Подигнуто 16. априла 2005.“

## Историја
Највећи део убистава на обали Дунава одиграо се током децембра 1944. и јануара 1945. године, када су припадници мађарске полиције Стреластог крста („Њилаш“) извели око 20.000 Јевреја из новоформираног гета у Будимпешти и стрељали их на обали реке. Операције су документоване у књизи Томија Дика Getting Out Alive и сведочанствима преживелих. У фебруару 1945. године, совјетске снаге су ослободиле Будимпешту.
Током Другог светског рата, Валдемар Ланглет, шеф Шведског Црвеног крста у Будимпешти, заједно са супругом Нином, као и дипломата Раул Валенберг са својих 250 сарадника, радили су на спасавању јеврејског становништва од депортације у нацистичке концентрационе логоре. Њихова бројност касније је нарасла на око 400. Ларс и Едит Ернстер, Јаков Штајнер и многи други били су смештени у згради Шведске амбасаде у Улици Улои 2-4, као и у 32 друге зграде широм града које је Валенберг изнајмио и прогласио за екстериторијално шведско земљиште, како би заштитио становнике.
Италијан Ђорђо Перласка је на сличан начин штитио Јевреје у Шпанској амбасади.
У ноћи између 8. и 9. јануара 1945. године, стрељачка јединица Стреластог крста присилила је све становнике зграде у Улици Вадас да изађу на обалу Дунава. У поноћ, Карољ Сабо и 20 полицајаца са набадачама на пушкама упали су у зграду Стреластог крста и спасили све присутне. Међу спашенима су били Ларс Ернстер, који је побегао у Шведску и од 1977. до 1988. године био члан Управног одбора Нобелове фондације, и Јаков Штајнер, који је емигрирао у Израел и постао професор на Хебрејском универзитету у Јерусалиму. Штајнеров отац је 25. децембра 1944. године стрељан од стране припадника Стреластог крста и пао је у Дунав. Његов отац био је официр у Првом светском рату и провео је четири године као ратни заробљеник у Русији.
Ервин К. Корањи, психијатар из Отаве, у својој књизи Dreams and Tears: Chronicle of a Life (2006) описао је ноћ 8. јануара 1945: „У нашој групи видео сам Лајоша Стеклера“ и „Полицајци који су држали оружје уперено у зликовце Стреластог крста. Један од високих полицијских официра био је Пал Салаи, са којим је Раул Валенберг често сарађивао. Други полицајац у кожном капуту био је Карољ Сабо.“
Пал Салаи је 7. априла 2009. године проглашен за Праведника међу народима за помоћ у спасавању мађарских Јевреја. Карољ Сабо је исто признање добио 12. новембра 2012. године.

## Инциденти из 2014. и 2024. године
У септембру 2014. године, израелски лист Haaretz пренео је вест, позивајући се на Budapest Beacon, да је неколико бронзаних ципела украдено са меморијала Холокауста на Дунаву. Haaretz је навео да „није било одмах јасно да ли је крађа у Будимпешти, недалеко од зграде мађарског парламента, антисемитски чин или бесмислени вандализам“. Мађарски лист Népszabadság известио је да полиција није покренула истрагу, јер крађа није пријављена.
У августу 2024. године, споменик је поново оскрнављен када је један туристкиња, вероватно несвестан значаја меморијала, стала у бронзане ципеле и позирала за фотографисање.

## Галерија
- Спомен-плоча
- Шведска легација у Будимпешти 1944. године
- Документ[15] из 1945. године у Националном архиву Мађарске. Писмо захвалности Лајоша Стеклера, председника Јеврејске заједнице Будимпеште, упућено Карољу Сабоу за спасавање 154 особе и његове породице (8 особа).
- Карољ Сабо – Праведник међу народима
- Ципеле Сиван Шахрабани, која је убијена у масакру на музичком фестивалу Re'im, налазе се на меморијалу.